# HD 134004
HD 134004, KELT-26, TOI-1337, WASP-178 — одиночная звезда в созвездии Волка на расстоянии приблизительно 1345 световых лет (около 412 парсек) от Солнца. Видимая звёздная величина звезды — +9,95m. Возраст звезды определён как около 430 млн лет.
Вокруг звезды обращается, как минимум, одна планета.

## Характеристики
HD 134004 — белая звезда спектрального класса A1IV-V, или A1V, или A0. Масса — около 1,93 солнечной, радиус — около 1,801 солнечного, светимость — около 16,4 солнечных. Эффективная температура — около 8640 K.

## Планетная система
В 2019 году группой учёных обсерватории Kilodegree Extremely Little Telescope (KELT) у звезды обнаружена планета HD 134004 b.